# 王复周
王复周（1920年—2000年），男，河南舞阳人，中国生理学家，曾任第四军医大学教授、博士生导师。